# Ouzo
Uzo či ouzo (řecky ούζο [uzo]) je druh anýzového alkoholického nápoje, který vznikl v Malé Asii z tureckého raki a stal se řeckým národním nápojem. Svůj název pravděpodobně dostal podle nápisu Uso di Massiilia, jenž byl na prvních exportních bednách do Marseille. Zkomolením tak vzniklo pojmenování uzo.[zdroj?]

## Výroba
Výrobou uza je proslulý hlavně ostrov Lesbos ležící u břehů Malé Asie. Právě tam bývá také někdy kladen vznik uza. Na ostrově je mnoho výrobců. Uzo je pálenka z matoliny (zbytků z vinných hroznů). Do destilátu se přidávají aromatické byliny a koření a především anýz. Kromě samotného anýzu se tak do pálenky přidávají třeba ještě semena fenyklu, koriandr, lékořice, máta, skořice, lískové ořechy, hřebíček, citrusové květy apod., někde se přidávají i rozinky. Obsah alkoholu bývá 40 %.

## Servírování
V barech se také podává uzo smíchané s citrónem, vodou a sirupem. Jakmile se čiré uzo smíchá s vodou, změní se barva nápoje na mléčně bílou. Ouzo se pro svou anýzovou chuť výborně hodí pro přípravu různých míchaných drinků.